# 오자와 이치로
오자와 이치로(일본어: 小沢 一郎, 1942년 5월 24일 ~ )는 일본의 정치인으로, 입헌민주당 소속 18선 중의원 의원이다.
제34대 자치대신, 제44대 국가공안위원장, 자유민주당 간사장, 신생당 대표간사, 신진당 당수, 자유당 당수, 민주당 대표, 민주당 간사장 등을 역임하였다.

## 생애

### 성장기
도쿄부 도쿄시(현 도쿄도 다이토구)에서 변호사이자 도쿄 부의회 의원이었던 아버지 오자와 사에키와 어머니 오자와 미치의 장남으로 태어났다.
도쿄 도립 고이시카와 고등학교를 졸업하고, 변호사가 되기 위해 도쿄 대학을 목표로 2년간 공부했지만, 아버지의 급사로 단념하고 게이오기주쿠 대학 경제학부에 입학했다. 니혼 대학 대학원에서 석사과정을 밟았으나 중퇴하였으며, 대한민국의 국민대학교에서 명예정치학 박사학위를 수여받았다.

### 정치 입문 이후
아버지가 급서한 후 사법시험 공부를 위해 입학한 니혼 대학 대학원에 재학하던 중인 1969년, 중의원 선거에서 당시 이와테 2구에 자유민주당의 공천으로 입후보하여 27세의 젊은 나이로 당선되었다. 당시 선거를 지휘하던 사람이 간사장이던 다나카 가쿠에이로, 이후 오자와는 다나카의 파벌에 들어가 그의 지도를 받는다.
총무국장과 중의원 의원운영위원장을 지내고, 제2차 나카소네 내각 제2차 개조내각에서는 자치대신 겸 국가공안위원장을 지낸다. 그러나 록히드 사건으로 당적을 이탈했음에도 불구하고 파벌의 영수로 영향력을 유지하려고 하던 다나카 가쿠에이에게 반기를 들고 다케시타 노보루, 가네마루 신 등과 함께 연구회 ‘소세이카이’(創政会)를 결성하고 이후 다케시타의 파벌로 독립한다. 다케시타 내각 발족 이후 오자와는 당과 정부의 요직을 지내 다케시타 파의 주요한 인물이 된다.
제1차 가이후 내각에서는 당 간사장에 취임하고, 자유주의 체제의 유지를 명목으로 경제단체연합회 산하의 기업에서 선거자금으로 3백억 엔을 모으고 제39회 중의원 선거에서 승리하는 등의 실적을 올렸다.
걸프 전쟁 당시에 자위대를 파견하는 데 대해 국회에서 공명당의 협력을 위해 도쿄도지사 선거에서 신인을 공천했지만, 후보가 낙선하는 바람에 그 책임을 지고 간사장을 사임했다. 그러나 이후에도 파벌의 2인자 자리를 차지하고, 가네마루(金丸)와 다케시타(竹下)와 함께 ‘곤치쿠쇼’(金竹小)라고 불리게 된다. 그러나 이후 가네마루가 오자와에게 파벌의 흐름을 옮기려는 시도를 하면서 다케시타와의 마찰이 깊어지게 되었다.
1991년에는 정치개혁 법안이 국회에서 폐안이 된 것을 두고 가이후 도시키 수상이 중의원 해산의 뜻을 담은 발언을 하였다가 당내의 반발을 초래해 총사직하게 되었다(이른바 가이후 오로시). 이후 가네마루가 오자와를 후임 총리로 취임하도록 설득하고, 여러 의원들도 그를 총리로 옹립하고자 하였지만 당시 49세였던 오자와는 지나치게 젊다는 이유로 이를 고사하였다. 또 6월에는 협심증으로 쓰러지면서 건강불안설도 나왔다.
1992년에 도쿄사가와큐빈 사건을 두고 가네마루가 여론으로부터 강력한 비판을 받으면서 파벌회장과 의원직을 사임했다. 오자와는 그 후임으로 가네마루와 가까웠던 의원들과 함께 하타 쓰토무를 옹립하면서, 다케시타 직계의 오부치 게이조를 추대하려던 하시모토 류타로 등과 대립하게 된다. 당초 중립이었던 다케시타는 스스로 오부치의 지지를 결정하는 등의 영향으로, 파벌의 후임 회장은 오부치로 내정되었다. 이에 오자와는 일부 의원들과 개혁포럼21을 결성해 하타 파로 독립하게 되었다.
미야자와 내각 개조내각에서 하타 파는 경제기획청 장관과 과학기술청 장관의 두 자리만이 배정되었고, 간사장마저 오부치 파의 가지야마 세이로쿠가 취임하면서 하타 파는 비주류로 전락하였다. 이에 대해 오자와는 주류 파벌을 ‘수구파’로, 자신을 ‘개혁파’로 칭하고 지론이었던 정치개혁의 실현을 전면에 내세웠다.

### 자민당 탈당과 신생당 시대
야당에서 미야자와 내각에 대한 불신임안이 상정되자, 1993년 6월 18일 하타 파와 오자와 파의 의원 39명이 찬성표를 던지고, 16명이 결석하는 이른바 반역이 일어나면서 불신임안이 255 대 220으로 가결되었다. 이에 따라 미야자와 내각이 해산하게 되었다. 6월 21일에는 다케무라 마사요시 등이 자민당을 탈당하고 신당 사키가케를 결성했으며, 이는 하타 파와 오자와 파의 의원들이 탈당을 결단하는 한 요인이자 55년 체제 붕괴의 서장이 되었다. 6월 23일에는 하타 파와 오자와 파가 탈당해 신생당을 결성하고, 오자와는 대표간사로 취임했다.
7월 18일의 중의원 총선거에서 자민당의 과반수가 무너지고, 신생당과 일본신당, 신당 사키가케가 약진했다. 자민당의 미야자와 총재의 후임으로는 고노 요헤이가 선출되었다.
오자와는 총선거 직후부터 일본신당의 대표 호소카와 모리히로와 비공식회담을 가지고, 이후 8월 9일에는 8당 연립의 호소카와 내각이 출범하게 되었다. 호소카와 정권에서 오자와는 내각과는 별도로 여당의 기관인 ‘연립여당 대표자회의’를 가져 공명당 서기장 이치카와 유이치와 정권의 주도권을 잡고자 하였고, 내각관방장관으로 관저 주도의 정치를 구상하던 신당 사키가케의 대표 다케무라 마사요시와 격렬하게 대립하게 되었다.
1994년 2월 3일, 호소카와 총리는 부가세를 폐지하고 7퍼센트의 ‘국민복지세’를 창설하려는 구상을 발표했다가 여론의 극심한 반발에 부딪혔다. 호소카와 총리는 국민복지세 구상을 철회했지만, 이후 연립여당간의 대립이 첨예화되면서 4월에 사의를 표명하게 되었다.
갑작스런 호소카와 총리의 사직에, 오자와는 자민당의 와타나베 미치오의 탈당을 유도하며 제휴를 시도했지만, 와타나베가 탈당을 거부하면서 구상이 좌절되었고 연립여당은 하타 쓰토무를 후임 수반으로 내정하는 데 합의하였다. 그러나 1994년 4월 25일에 신생당과 일본신당, 민사당 등이 사회당을 배제한 형태로 통일 회파(교섭단체) ‘가이신’(改新)을 결성하면서 사회당의 반발을 초래하였다. 결국 사회당은 4월 26일에 연립 정권에서 이탈하고, 4월 28일에는 소수여당 내각인 하타 내각이 출범하게 되었다.
이 시기부터 오자와와 하타 간에 미묘한 마찰이 일어나기 시작했다. 하타 내각은 1994년도 예산을 성립시켰지만, 소수여당의 해소를 노린 연립여당과 사회당 사이의 정책합의가 결렬되고, 자민당은 내각 불신임안을 중의원에 제출하였다. 당초는 중의원을 해산하는 방향으로 구상되었지만, 결국 총선거를 단념하고 6월 25일에 내각이 총사직하게 되면서 하타 내각은 총 64일간의 단명 정권의 막을 내리게 되었다.
가이후 도시키는 이후 하타의 후임을 노렸지만, 1994년 6월 29일의 수반지명선거에서 자민당은 사회당 위원장 무라야마 도미이치에게 투표하기로 결정하면서 가이후는 자민당을 탈당해 ‘자유개혁연합’을 결성하고 연립여당의 총리 후보가 되었다. 그러나 결선투표에서 261 대 214로 무라야마 위원장이 당선되면서, 오자와는 처음으로 야당으로 전락하게 되었다. 신생당 내에서는 오자와의 책임을 추궁하는 움직임도 있었지만, 구 연립여당을 규합해 새로운 세력의 결성을 위해서는 오자와의 힘을 필요로 했으므로 행동으로 이어지지는 않았다. 같은 해 9월 28일에는 일본공산당을 제외한 야당 187명의 의원이 모여 중의원 회파 ‘가이카쿠’(改革)를 결성했다. 같은 날 중의원 의원 186명과 참의원 의원 39명, 총 225명의 국회의원으로 구성된 ‘신당준비회’가 정식으로 발족하고, 실행위원장으로 오자와가 선출되었다.

### 신진당 시대
오자와를 중심으로 하는 신당 결성의 움직임은 12월 10일의 신진당의 창당으로 결실을 맺었다. 오자와는 당수로 가이후를 옹립하고, 자신은 간사장으로 취임했다.
신진당은 1995년 7월의 참의원 통상선거에서는 개선하는 의석 19석을 크게 넘은 40석을 획득하였다. 같은 해 12월의 당수 선거에 스스로 입후보하기로 한 오자와는 오래된 맹우인 하타와 격돌하게 되었으며, 하타를 꺾고 오자와가 후임 당수로 당선되었다. 그러나 선거 직후 투표자 명부가 파기되는 등 선거 결과가 불명확해 당내에서 균열이 생기게 되었다.
1996년 10월 20일의 중의원 총선거에서 신진당은 부가세율의 유지와 18조 엔의 감세를 공약으로 내걸었지만, 4석이 감소한 156석을 획득하면서 사실상 패배하였다. 총선거의 패배로 당 내의 반발이 격심해지면서 탈당자가 속출했고, 하타 쓰토무와 호소카와 모리히로 등은 비주류파를 구성하였다. 1996년 12월 26일에는 하타를 비롯한 국회의원 13명이 탈당해 태양당을 결성했다. 오자와는 당시 자민당의 가메이 시즈카 등과 제휴하여 이른바 ‘보보 연합’(保保連合) 노선을 구상했지만, 신진당 내에서 이러한 노선을 두고 반대파가 나타나게 되어 가노 미치히코는 당 내에서 연구회 ‘개혁회의’(改革会議)를 결성했다.
1997년 12월 18일의 당수 선거에서 가노를 꺾고 오자와가 당선되었지만, 선거 전에 공명당이 차기 참의원 선거에서 독자적으로 싸울 방침을 결정하면서 양 당의 관계가 끊어지게 되었다. 오자와는 이후 당내 세력에 해산을 요구하고, 12월 25일에는 신진당의 해산과 신당 결성을 발표했다. 해산이 결정된 신진당은 이후 격렬한 혼란에 빠지게 되었다.

### 자유당 시대
1998년 1월 6일에는 자유당을 결성하고, 오자와가 당수에 취임하였다. 당초에는 100명 이상의 국회의원이 모일 것이라고 예상했지만, 막상 결성이 되자 중의원 의원 42명과 참의원 의원 12명의 총 54명이 참가하는 데 머무르면서 제1야당의 자리를 민주당에 내주게 되었다.
7월 12일의 제18회 참의원 통상선거에서 고전할 것이라고 전망되었던 자유당은, 오자와의 인기를 몰아 비례대표에서 514만 표를 얻는 등 총 6석을 획득해 선전했다는 평을 받았다. 참의원 선거 이후의 임시국회에서는 민주당의 대표 간 나오토를 야당 통일 후보로 정하고, 참의원에서 자민당의 오부치 게이조를 꺾고 간 나오토가 총리로 지명되었다. 다만 중의원 우월의 원칙에 따라 간 나오토 대신 오부치가 수상으로 취임했다. 오자와는 참의원에서 야당의 연대를 통해 정부를 공격하고자 했지만, 실현되지는 않았다.
1998년 10월에는 내각관방장관이던 노나카 히로무와 회담을 가지고 연립 교섭을 시작했다. 11월 19일에는 오부치 수상과 양 당간의 연립 정권에 합의하고, 1999년 1월 14일 정식으로 연립 정권이 성립하면서 오자와는 5년 만에 여당으로 복귀하게 되었다.
1999년 7월, 공명당이 연립 정권에 참여하면서, 자민당과 공명당만으로도 참의원의 과반수를 차지하게 되었으므로 자유당의 존재감은 저하되었다. 자민당과 자유당의 선거 협력도 좀처럼 진행되지 않았고, 오자와는 자민당의 오부치 총리에게 양 당의 해산과 새로운 보수 정당의 결성을 요구했다. 2000년 4월 1일에는 회담을 가졌지만 합의점을 찾지 못하고, 결국 연립이 무너지게 되었다. 이 직후 오부치는 뇌경색으로 쓰러지게 된다.
자유당은 오자와를 지지하는 연립 이탈파와, 연립 잔류파로 분열되고 잔류파 국회의원 26명은 보수당을 결성하게 된다. 분리된 보수당은 자유당측에 정당보조금의 분할을 위해 분당 처리를 요구했지만, 자유당이 거부하면서 탈당한 것이 된 보수당은 보조금 없이 총선거를 맞이하게 되었다.
2000년 6월 25일의 중의원 총선거에서도 고전이 예상되었지만, 비례대표에서 약 660만 표를 얻으면서 총 22석을 획득하게 되었다. 보수당은 7석으로 대패했다는 평을 받았다.
같은 해 7월 29일의 참의원 통상선거에서는 고이즈미 준이치로의 높은 인기로 자민당에는 순풍이 불고, 오자와 왕국으로 불리던 참의원 이와테 선거구에서도 근소한 차로 이기는 고전을 겪게 된다. 의석수는 전과 같은 6석이었지만, 비례대표는 420만 표까지 감소했다.

### 민주당 시대
2002년, 당시 민주당의 대표였던 하토야마 유키오는 당내의 구심력을 강화하기 위해 야당의 결집을 필요로 하면서 오자와에게 접근했다. 당시 오자와 또한 자유당의 지지층 약화 등으로 독자 선거에서의 한계를 느끼고 있었으므로, 두 사람의 결합은 예정된 수순이었다.
하토야마는 민주당과 자유당의 합병을 위한 협의를 진행하기로 발표했지만, 당 내에서 조정이 불충분했고 오자와에 대한 거부반응도 있어 협의는 좌절되고 하토야마 또한 사임하게 되었다. 그러나 후임으로 선출된 간 나오토 또한 하토야마의 노선을 이어 양 당의 합병을 추진했고, 당명과 강령·임원을 민주당의 체제 대로 유지하는 선에서 합당이 결정되었다.
2003년 9월 26일, 자유당이 민주당과 정식으로 합치고 오자와는 당대표 대행으로 취임하게 되었다. 2003년 11월 9일의 중의원 총선거에서는 민주당이 정권교체의 열망을 안고 40석이 증가한 177석을 획득했다.
합병 이후 오자와가 처음으로 손을 잡은 사람은 구 일본사회당 계열의 요코미치 다카히로였다. 두 사람은 안전보장 정책에서 견해가 일치하면서 두 세력의 행동은 가까워졌다. 또한 오자와는 야당 결집을 위해 사민당이 민주당에 합류할 것을 호소했지만 실패로 끝났다.
2004년 5월, 연금미납 문제로 인한 혼란의 책임을 지고 간 나오토가 사임하면서 후임 대표로 내정되었다. 그러나 직후에 오자와 또한 국민연금이 강제 가입 제도가 된 1986년 이전에 미가입이었다는 이유로 취임을 사퇴하면서, 간사장이던 오카다 가쓰야가 대표로 취임했다.
같은 해 7월 11일의 참의원 통상선거에서는 정부와 여당의 연금 법안이 쟁점이 되고, 이에 반대한 민주당에 순풍이 불어 선거구와 비례대표에서 50석을 획득해 자민당의 획득 의석보다 1석 많은 승리를 얻었다. 오자와는 선거 이후 오카다의 요청에 따라 당 부대표에 취임한다.
2005년 9월 11일, 우정민영화를 쟁점으로 하는 중의원 총선거에서 민주당은 60석 이상을 잃는 참패를 당하면서 오카다 대표 또한 사의를 표명했다. 이후 당 대표 선거에서 마에하라 세이지가 선출되었고, 오자와는 대표 대행에 취임할 것을 요청받았지만, 오카다 집행부의 부대표이자 총선거 참패의 책임을 지고 이를 고사했다.

#### 민주당 대표
2006년 3월 31일에 마에하라 대표가 호리에 메일 문제의 책임을 지고 사의를 표명하자 오자와는 기자회견에서 “앞장서서 당을 재생해 정권 교체의 횃불을 밝히는 결의”라며 후임 대표 선거에 출마할 것을 표명했다. 오자와의 선출을 예상한 여러 여론조사의 결과와 마찬가지고, 4월 7일의 대표 선거에서 오자와는 상대 후보였던 간 나오토를 큰 차이로 따돌리고 대표로 당선되었다. 오자와는 당 안팎에 당의 결집을 어필하기 위해 선거의 상대 후보였던 간 나오토를 대표 대행으로, 하토야마 유키오를 간사장으로 선임하는 트로이카 체제를 구축했다.
오자와가 대표로 취임한 직후에 치러진 4월 24일의 중의원 지바 7구 보궐선거에서는 메일 문제의 역풍으로 민주당 후보의 당선이 힘들다는 예상이 있었지만, 근소한 차이로 승리했다.
5월 9일에 회견을 가지고 중의원 본회의를 자주 결석하는 데 대해 ‘(의사의 충고를 지켜) 식후에 바로 일을 하는 등의 일은 삼가고 있다’며 자신의 몸 관리를 이유로 든 일로 ‘의회 경시’라는 강한 비판을 받았다. 또한 건강 상태를 이야기한 것을 두고 여러 가지 추측이 나돌았다. 9월 25일에는 임시 당대회에서 정식으로 대표로 재선된 후 협심증 발작 징후를 느끼고 입원해 검사하기도 했다. 10월 5일에 퇴원한 오자와는 동맥경화가 진행되고 있다고 밝혔다.
북한 핵실험 직후 동북아 정세를 두고 일본이 군사 행동을 취할 수 있는지, 이른바 〈주변사태법〉을 적용할 수 있는지를 둘러싸고 오자와 이치로를 중심으로 하는 트로이카 체제는 적용할 수 없다는 견해를 발표했다. 그러나 마에하라 전 대표를 비롯한 당내 일각에서 적용할 수 있다는 주장이 있었고, 또한 민주당의 외교·방위 부문은 ‘오자와 대표의 트로이카 체제의 견해는 민주당의 공식견해가 아니다’라고 발표해 이를 둘러싼 민주당 내의 대립이 표면화되었다. 오자와는 “핵무장 논의를 용인하면 ‘(핵무기의 보유, 제조, 수입을 하지 않기로 한) 비핵3원칙을 지킨다’는 말도 국민이나 국제 사회에서 받아들여지지 않는다”고 지적했다. 그러나 일부 보수층은 2002년 당시 자유당 당수로 있던 오자와가 일본의 핵보유능력을 두고 “일본은 하루아침에 몇천 발의 핵탄두를 가질 수 있다”고 발언한 것과 비교하여 비판했다.
오자와는 자유당 시대부터 방위청이 ‘성’(省)으로 승격할 것을 주장했으며, 실제로 승격시에도 “국방의 소임을 맡은 기관이 내각부의 한 외국(外局)으로만 있는 상태는 좋은 것이 아니다”라고 진술했다. 민주당 내에서는 여전히 이를 반대하는 목소리가 있었으므로 중의원 안전보장위원회에서 이를 심의할 때는 결석했지만, 최종적으로는 오자와 대표의 최종 결단에 따라 법안에 찬성으로 선회했다.
11월의 후쿠시마현지사 선거에서는 사민당, 오키나와현지사 선거에서는 공산당 및 사민당과 공동으로 투쟁했다. 후쿠시마 현지사 선거에서는 여당의 후보를 꺾고 당선되었지만, 오키나와 현지사 선거에서는 패배하면서 민주당과 다른 정책과 지지층을 가진 정당과 연합했음에도 진 것을 두고 야당 공동 투쟁의 목적에 대해 다시 검토하는 계기가 되었다.
2007년 참의원 선거의 전초전이라고 불린 2007년 2월 4일의 아이치현지사 선거와 기타큐슈시장 선거가 시행되었다. 아이치 현지사 선거에서는 아쉽게 패했지만, 기타큐슈 시장 선거에서는 야당의 후보가 승리하였다. 이러한 결과는 야나기사와 하쿠오 후생노동상이 “여성은 애낳는 기계”라고 발언한 것을 두고 오자와 대표가 야나기사와 후생노동상이 사임하기 전에는 법안을 심의할 수 없다는 전술을 주도하고, 사임을 유도하는데에는 실패했지만 이를 쟁점화하는데 성공한 것이 한 요인이라고 할 수 있다.
4월 8일의 통일지방선거에서는 이와테현지사 선거에서 ‘오자와 칠드런’의 대표로 불리는 닷소 타쿠야가 출마해 2위 후보와 3배 가까운 차이를 벌리며 압승하여 오자와 왕국의 건재를 과시했다.
제21회 참의원 통상선거에서 민주당이 승리할 것이라고 전망한 오자와는 7월 8일, 선거에서 과반수를 획득하지 못할 때에는 “야당의 대표를 언제까지 맡고 있어도 어쩔 수 없다”며 대표직을 사임하고 정계를 은퇴할 것이라고 밝혔다. 이를 통해 자신의 책임을 명확히 하고, 참의원 선거에서 패하더라도 사직하지 않을 것이라는 의향을 비친 아베 신조 총리에 대한 비판과 차별화에 성공하면서 민주당의 승리가 강고해졌다.
7월 29일에 시행된 참의원 통상선거에서 민주당은 60석을 획득하면서 참의원 제1당으로 부상하고, 야당 전체는 과반수를 획득했다. 이 선거에서 오자와의 비서 30명 이상이 1인구를 중심으로 격전지에서 선거의 전술을 지도하였고, 오자와의 탁월한 선거 전술을 유감없이 발휘한 선거가 되었다.
아베 신조 총리가 사의를 표명하자 자민당은 후임 총재로 후쿠다 야스오를 선출했다. 9월 25일의 내각총리대신 지명선거에서 중의원은 후쿠다를, 참의원은 오자와를 지명하면서 양 원의 지명이 엇갈리게 되었다. 이후 타협점을 찾지 못해 중의원의 의결이 우월하다고 규정한 헌법에 따라 후쿠다가 총리로 취임하게 되었다. 양원의 지명이 다른 것은 오부치 게이조 내각에서 민주당의 간 나오토가 총리로 지명된 이래 9년 만이며, 역대 4번째이다.
다나카 가쿠에이 계열이었던 오자와 이치로와 후쿠다 야스오의 대결은 ‘제2의 가쿠후쿠 전쟁’이라고도 불리지만, 본인들은 그런 생각을 전혀 가지고 있는 것으로 보이지 않아 오자와 대신 후쿠다를 날카롭게 비판하는 다나카 마키코 쪽을 지적하는 견해도 있다.
2007년 11월 2일, 오자와 민주당 대표는 자민당의 후쿠다 야스오 총재와 회담하였고, 이때 연립정권에 대한 제안이 있었으므로 당으로 돌아와 임시임원회에 상의했다. 그러나 임원회에서 대연립정권에 대한 강한 반대에 부딪히면서 2시간 후에 연립을 거절하였다. 이때 아사히 신문과 닛케이를 제외한 여러 언론에서 오자와가 후쿠다 총리에게 대연정을 제안했다는 보도가 있었지만, 오자와는 이에 대해 “일부 언론에 의한 민주당에 대한 이유없는 중상모략 보도로, 여론 조작”이라고 비판하며, “나는 대연립 제안을 일체 하지 않았다”고 발언해 이 건에 대해 부정하고 있다.
오자와 대표는 2007년 11월 4일에 이 대연립 구상을 둘러싼 당내의 반발의 목소리를 수렴해, 이에 책임을 지고 대표직을 사임하는 의사를 표명했다. 그러나 정계에서 대표직 유지를 요구하는 목소리가 대두되면서, 오자와는 11월 6일에 “창피한 일이지만, 여러분의 뜻에 따라 부디 한 번 더 열심히 하고 싶다”며 대표직 속투를 표명하였다.

### 민주당탈당 이후
2012년 7월 12일, 노다 요시히코 총리가 소비세 증세를 밀어붙여 통과되자 이에 반발해 자신을 포함한 계파 의원 51명과 함께 민주당을 탈당했다. 그 후 '국민 생활이 제일'이란 이름으로 신당을 창당하였으나, 이내 일본미래당으로 당명을 변경하였다.
그후 2012년 12월 16일 제46회 일본 중의원 의원 총선거에서 일본미래당의 62석의 의석이 9석으로 줄어드는 참패를 맞았다. 오자와 자신은 지역구 수성에 성공했으나, 총선 참패의 책임을 지고 자진 탈당하였다.

### 일본미래당탈당 이후
민주당 복당이 불허되자, 오자와는 다시 일본미래당에 복당, 생활당으로 당명을 변경하였다.
2013년 2월 25일 박근혜 대한민국 대통령 취임식 참석이나, 2014년 9월 4일 자신의 국민대학교 명예 정치학박사 학위 수여식 등에 참여하며, 꾸준히 대한민국에 방문하는 일본 정치인 중 하나이다.

### 국민대학교 강연
2009년 12월 12일 토요일 오전 10시 오자와 이치로 민주당 간사장은 서울 국민대학교를 방문, 300여명의 학생들과 학교 관계자 한일양국 보도진을 대상으로,‘새로운 한·일 관계와 그 역할을 담당할 지도자 육성’이란 주제로 강연을 하였다. 일본인정치가가 한국의 대학에서 강연을 한 첫 사례였으며, 2시간에 걸쳐 강연은 진행되었다. 강연내용중, '식민지지배와 관련 과거사에 대한 사죄'와 '천황가와 한국인과의 연관성', '외국인 참정권'에 대한 발언 을 주요내용으로 다루었으며, 역사학 공부를 즐겨했다는 이야기, 어머니의 엄격했던 가정교육, 자신이 가장 좋아하는 일본역사인물 3명 등을 이야기 하는 등 개인적인 이야기도 오고갔다. 또한, 국민대학생들에게 학업에 매진하는 것도 중요하지만 학업과 관련없는 일이라도 자신이 나아갈 분야에 도움이 되는 일이라면 시간을 투자하라는 조언도 하였다. 강연에 앞서 한국어 번역본인 오자와 간사장의 저서가 학생등 참석자들에게 무료로 나누어 주었다. 이어서 강연이 끝난 후 조훈현 9단과 바둑을 둔 후, 이명박 대통령과 만나 저녁만찬을 가졌다.

## 인물

### 평가
- 다나카 가쿠에이의 장남 - 1942년에 태어난 오자와가 5세로 죽은 다나카의 장남과 동갑이었으므로, 다나카는 오자와를 아들처럼 귀여워했다.
- 가네마루 신은 오자와와 하타 쓰토무, 가지야마 세이로쿠 세 사람을 두고 “평시의 하타, 난세의 오자와, 대난세의 가지야마”라고 평했다.
- 이시하라 신타로는 “나는 그(오자와)를 평가하지 않습니다. 저 사람처럼 미국이 하라는 대로 한 사람은 없다.”고 평했다. 주위에서는 오자와가 도호쿠 지방 출신의 기질을 가지고 있어 순진하고 말재주 없는 사람으로 평가하고 있다. 이때문에 설명하려는 노력이 부족하여 측근이 떨어져나가는 요인이 되고 있다는 지적이 있다. 오자와는 이를 두고 “떠나는 이 잡지 않고, 오는 이 막지 않고”라고 말한 바 있다.
- 당 내외의 오자와 알레르기는 오래된 의원에게서 강하다. ‘독단적이고, 측근정치에 얼굴이 보이지 않는다’거나 자민당의 분열과 이후의 분열 공작, 신진당의 분열과 해산 등이 주 비판 대상이 된다.
- 자민당 간사장 시절에 숙취로 전국간사장회의에 불참하거나, 선거에서 질 것 같으면 선거 지휘를 포기하고 외유에 나가기도 했으므로 ‘워스트1간사장’이라는 평가도 있다.[6]

## 역대 선거 결과
|  | 24.8% |

|  | 19.2% |

|  | 22.0% |

|  | 21.7% |

|  | 22.3% |

|  | 18.9% |

|  | 26.7% |

|  | 24.1% |

|  | 24.8% |

|  | 64.68% |

|  | 59.70% |

|  | 65.11% |

|  | 59.95% |

|  | 62.56% |

|  | 45.50% |

|  | 47.79% |

|  | 57.42% |

|  | 47.95% |

## 같이 보기
- 자유당 (일본, 2016년)
- 국민 생활이 제일
- 오자와 그룹
- 이치류 전쟁
- 다케시타 와타루
- 다케시타 노보루
- 다나카 가쿠에이
- 다나카 마키코
- 가네마루 신
- 노나카 히로무
- 오사노 겐지